# Gabe Newell
Gabe Logan Newell (Colorado, 3 de novembro de 1962), apelidado de Gaben, é um empresário americano e presidente da empresa de vídeojogos Valve.
Newell nasceu no Colorado e cresceu em Davis, Califórnia. Ele frequentou a Universidade de Harvard no início da década de 1980, mas desistiu para ingressar na Microsoft, onde ajudou a criar as primeiras versões do sistema operacional Windows. Ele e outro funcionário, Mike Harrington, deixaram a Microsoft em 1996 para fundar a Valve, e financiaram o desenvolvimento de seu primeiro jogo, Half-Life (1998). Harrington saiu em 2000, tornando Newell o único proprietário.
Newell liderou o desenvolvimento do serviço de distribuição digital da Valve, Steam, que foi lançado em 2003 e controlava a maior parte do mercado de jogos baixados para PC em 2011. Em 2021, Newell possuía pelo menos um quarto da Valve. Ele foi estimado como uma das pessoas mais ricas dos Estados Unidos e a pessoa mais rica da indústria de videogames, com um patrimônio líquido de $3.9 bilhões em 2021. Ele também é proprietário da Inkfish, uma organização de pesquisa marinha.

## Infância e educação
Newell nasceu em 3 de novembro de 1962, no Colorado, e estudou na Davis Senior High School, em Davis, Califórnia. Ele trabalhou como jornaleiro e, mais tarde, mensageiro de telegramas da Western Union. Ele se matriculou na Universidade de Harvard em 1980, mas foi convencido a abandonar os estudos para trabalhar para Bill Gates na Microsoft pelo chefe de vendas em 1983.

## Carreira

### Microsoft
Newell passou 13 anos na Microsoft como produtor dos três primeiros lançamentos dos sistemas operacionais Windows. Newell disse mais tarde que aprendeu mais durante seus primeiros três meses na Microsoft do que em Harvard, o que foi um dos principais motivos de seu abandono.
No final de 1995, estimou-se que Doom, um jogo de tiro em primeira pessoa de 1993 desenvolvido pela id Software, estava instalado em mais computadores em todo o mundo do que o novo sistema operacional da Microsoft, o Windows 95. Newell disse: "[id]... nem sequer distribuía através do varejo, distribuía através de quadros de avisos e outros mecanismos pré-internet. Para mim, isso foi um raio. A Microsoft estava contratando equipes de vendas de 500 pessoas e toda a empresa era composta por 12 pessoas, mas havia criado o software mais amplamente distribuído do mundo. Havia uma mudança radical chegando." Na Microsoft, Newell liderou o desenvolvimento de uma versão de Doom para Windows 95, que é creditada por ajudar a tornar o Windows uma plataforma de jogo viável.

### Valve

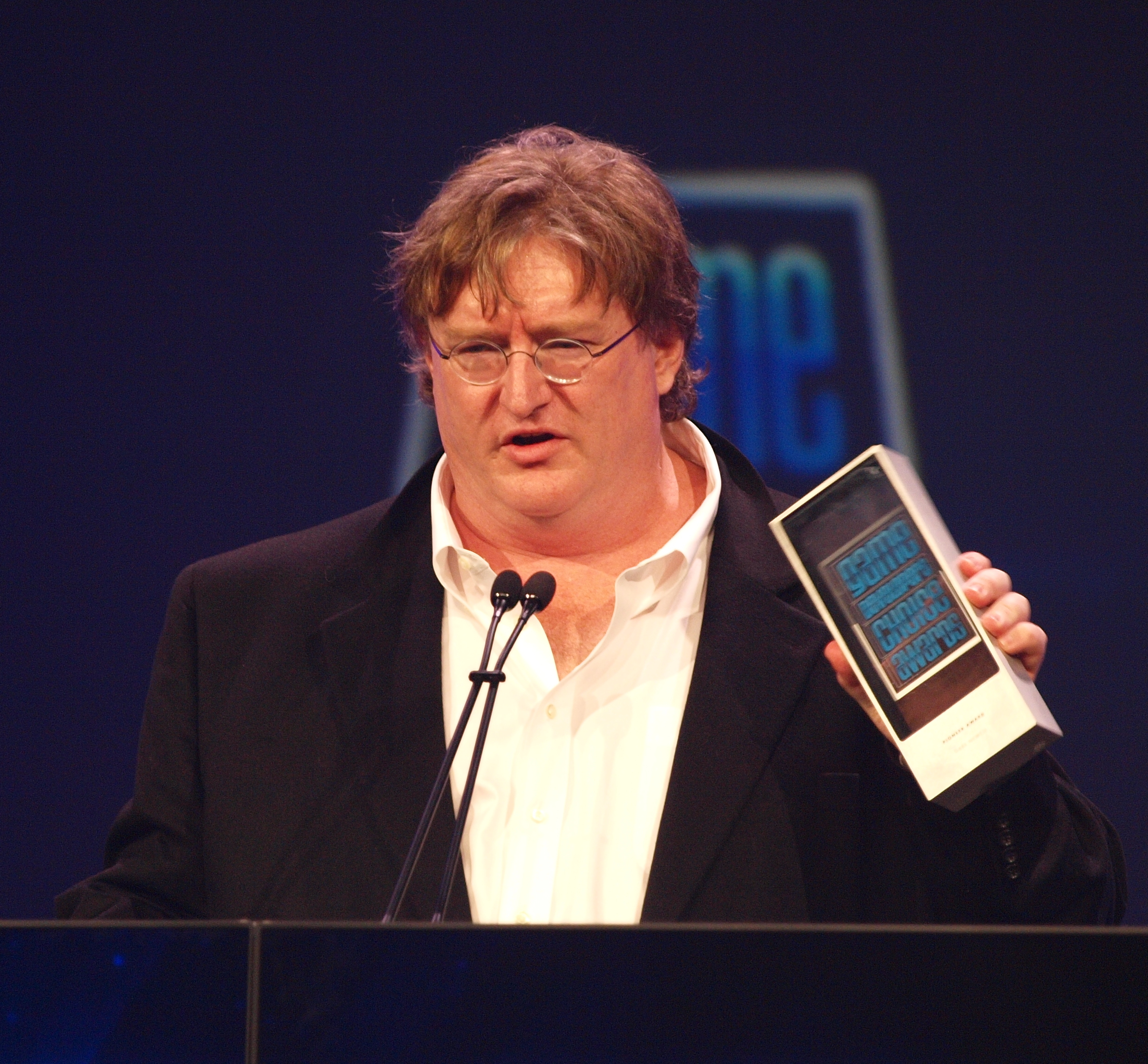
Newell aceitando o Pioneer Award na Game Developers Conference de 2010

Inspirado por Michael Abrash, que deixou a Microsoft para trabalhar no jogo Quake na id, Newell e outro funcionário, Mike Harrington, deixaram a Microsoft para fundar a empresa de videogame Valve em 24 de agosto de 1996. Newell e Harrington financiaram o desenvolvimento do primeiro jogo da Valve, o jogo de tiro em primeira pessoa Half-Life (1998), que foi um sucesso comercial e de crítica. Harrington saiu em 2000, deixando Newell como único proprietário.
Newell não deu prazo à Valve e deu um orçamento "virtualmente ilimitado" para desenvolver Half-Life 2 (2004), prometendo financiá-lo sozinho, se necessário. Enquanto isso, ele passou vários meses desenvolvendo o Steam, um serviço de distribuição digital de jogos. Em 2011, o Steam controlava entre 50% e 70% do mercado de jogos baixados para PC e gerava a maior parte da receita da Valve. Em dezembro de 2010, a Forbes nomeou Newell como "Um nome que você deveria saber", principalmente por seu trabalho no Steam tendo parcerias com vários desenvolvedores importantes.
Em 2007, Newell expressou seu descontentamento com o desenvolvimento de software para consoles de jogos, dizendo que o desenvolvimento de processos para o PlayStation 3 da Sony era uma "perda de tempo de todos". No palco da palestra da Sony na E3 2010, ele reconheceu suas críticas ao desenvolvimento do console, mas discutiu a natureza aberta do PlayStation 3 e anunciou uma versão do Portal 2, observando que com o suporte do Steamworks seria a melhor versão para qualquer console. Newell também criticou o serviço Xbox Live, referindo-se a ele como um "desastre de trem", e também criticou o Windows 8, chamando-o de uma ameaça à natureza aberta dos jogos para PC. Na LinuxCon de 2013, Newell disse que o sistema operacional Linux e o desenvolvimento de código aberto eram "o futuro dos jogos". Ele acusou os sistemas proprietários de empresas como Microsoft e Apple de sufocar a inovação através de processos de certificação lentos.
Em 2013, Newell foi adicionado ao Hall da Fama da Academia de Artes e Ciências Interativas. Em março daquele ano, ele recebeu o prêmio BAFTA Fellowship por suas contribuições à indústria de videogames. Em outubro de 2017, a Forbes listou Newell entre as 100 pessoas mais ricas dos Estados Unidos, com um patrimônio líquido estimado em $5.5 bilhões. Em dezembro de 2021, a Forbes estimou que Newell tinha um patrimônio líquido de $3.9 bilhões e possuía pelo menos um quarto da Valve. De acordo com Charlie Fish, autor de The History of Video Games, em 2021 Newell era a pessoa mais rica da indústria de videogames.

### Inkfish e caridade
Newell é proprietário da Inkfish, uma organização de pesquisa marinha. Em novembro de 2022, a Inkfish comprou o Hadal Exploration System, uma plataforma privada de exploração de águas profundas, do explorador submarino Victor Vescovo. Newell disse que o Inkfish usaria a plataforma para permitir “pesquisas extremamente importantes nas regiões mais profundas dos oceanos”. Newell e o funcionário da Valve, Yahn Bernier, criaram uma equipe de corrida de automóveis, a Heart of Racing, para arrecadar fundos para instituições de caridade infantis em Seattle e na Nova Zelândia.

## Vida pessoal

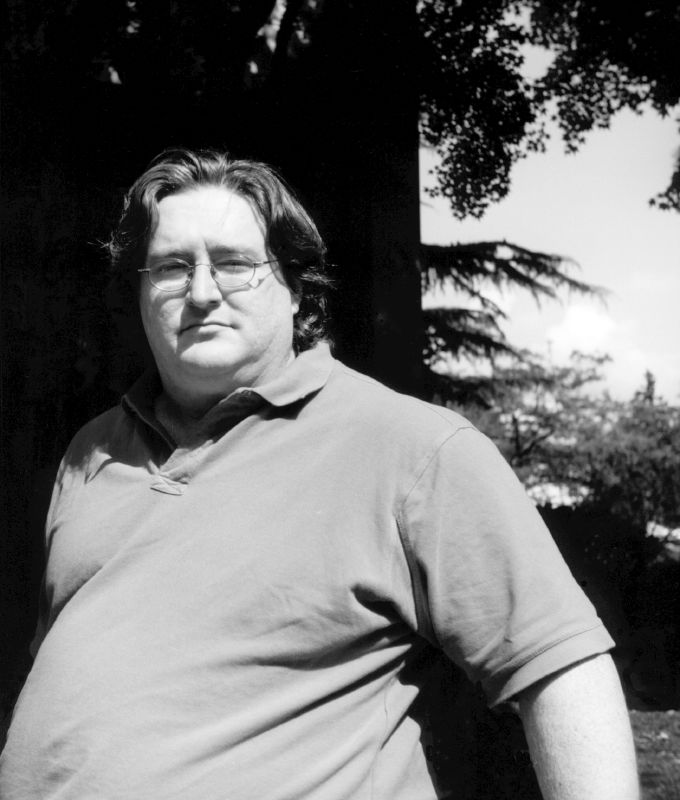
Newell em 2002

Newell sofria anteriormente de distrofia de Fuchs, uma doença congênita que afeta a córnea, mas foi curada por dois transplantes de córnea em 2006 e 2007. Ele se casou com Lisa Mennet no mesmo dia em que fundou a Valve com Harrington. Eles têm dois filhos. O nascimento de seu filho mais velho, no final da década de 1990, serviu de inspiração para o chefe final de Half-Life, já que o casal considerava o parto a coisa mais assustadora que poderiam imaginar na época. Em 2019, Newell e Mennet se divorciaram.
Em 2011, Newell disse que seus videogames favoritos incluíam Super Mario 64, Doom e uma versão da Burroughs de Star Trek para mainframe. Doom o convenceu de que os jogos eram o futuro do entretenimento, e Super Mario 64 o convenceu de que os jogos são uma forma de arte. Newell é fã da série animada My Little Pony: Friendship Is Magic. Newell também gravou um pacote de voz para o jogo Dota 2 da Valve, que fazia referência a muitas declarações e frases anteriores dele mesmo de maneira humorística.
Na comunidade de jogos, Newell tem o apelido de Gaben, derivado de seu endereço de e-mail comercial. Newell disse que tentou crescer em sua imagem pública: "Eles me abraçam quando se deparam comigo. Não sou uma pessoa que abraça, mas é isso que eles querem. Eu estava com meus filhos na primeira vez que isso aconteceu em público, e meus filhos aceitaram muito bem. Mas eu não estava. 'Pai, vá em frente.' Mesmo agora, estou aprendendo com nossos clientes."
Em 2020, durante a pandemia de COVID-19, Newell residia na Nova Zelândia com um grupo de amigos que optaram por ficar em Auckland em vez de retornar a Seattle assim que as restrições de viagem das companhias aéreas fossem amenizadas. Como expressão de gratidão pela hospitalidade da Nova Zelândia, Newell e outros planejaram um evento gratuito, "We Love Aotearoa", com apresentações ao vivo de artistas musicais de toda a Nova Zelândia. Isso foi acompanhado por VR significa jogos da Valve, como Half-Life: Alyx e The Lab. O evento foi adiado de agosto para dezembro devido ao bloqueio induzido por uma segunda onda de COVID-19 no país. Em outubro, Newell solicitou residência permanente na Nova Zelândia, mas disse que não pretendia levar consigo os escritórios da Valve. Em 2021, ele retornou à Valve em Seattle.